# 2016년 전국소년체육대회
제45회 전국소년체육대회는 2016년 5월 28일부터 5월 31일까지 대한민국 강원도에서 열렸다.

## 개요
- 대회명칭 : 제45회 전국소년체육대회
- 개최기간 : 2016년 5월 27일 ~ 2016년 5월 31일
- 개최지 : 강원도 (주개최지 : 강릉시)
- 구호 : 몸도 튼튼, 마음도 튼튼, 나라도 튼튼
- 참가인원 : 12,377명
- 종별 : 초등부, 중등부
- 마스코트 : 평이와 창이

## 종목

### 정식종목
| - 검도 - 골프 - 근대3종 - 농구 - 럭비 - 레슬링 - 롤러 - 바둑 - 배구 - 배드민턴 | - 복싱 - 볼링 - 사격 - 사이클 - 소프트볼 - 수영 (경영, 다이빙, 수구) - 승마 - 씨름 - 야구 - 양궁 | - 역도 - 요트 - 유도 - 육상 - 정구 - 조정 - 철인3종 - 체조 - 축구 - 카누 | - 탁구 - 태권도 - 테니스 - 펜싱 - 하키 - 핸드볼 |

## 경기장
| 종목         | 소재지           | 경기장                        | 종별                  | 세부종목 | 비고                            |
| ------------ | ---------------- | ----------------------------- | --------------------- | -------- | ------------------------------- |
| 검도         | 인제군           | 인제실내체육관                | 전종별                |          |                                 |
| 골프         | 평창군           | 알펜시아트룬CC                | 전종별                |          |                                 |
| 근대3종      | 춘천시           | 강원체고 수영장               |                       | 수영     |                                 |
| 근대3종      | 춘천시           | 강원체고 운동장               |                       | 복합     | 육상/사격                       |
| 농구         | 춘천시           | 한림성심대체육관              | 중학부                |          |                                 |
| 농구         | 춘천시           | 강원대백령스포츠센터          | 초등부                |          |                                 |
| 럭비         | 영월군           | 하늘샘구장                    | 전종별                |          |                                 |
| 레슬링       | 속초시           | 청소년수련관 실내체육관       | 전종별                |          |                                 |
| 롤러         | 강릉시           | 강릉롤러경기장                | 전종별                |          |                                 |
| 바둑         | 정선군           | 정선 실내체육관               | 전종별                |          |                                 |
| 배구         | 고성군           | 고성종합체육관                | 남자중학부            |          |                                 |
| 배구         | 고성군           | 고성중고학생체육관            | 여자중학부            |          |                                 |
| 배구         | 고성군           | 거진정보공고체육관            | 남자초등부/여자초등부 |          |                                 |
| 배드민턴     | 원주시           | 치악체육관                    | 전종별                |          |                                 |
| 복싱         | 홍천군           | 홍천종합체육관                | 전종별                |          |                                 |
| 볼링         | 강릉시           | 강릉강남볼링장                | 중학부                |          |                                 |
| 볼링         | 강릉시           | 뉴그랜드볼링장                | 초등부                |          |                                 |
| 사격         | 대구광역시       | 대구 사격장                   | 전종별                |          |                                 |
| 소프트볼     | 원주시           | 태장공원 소프트볼 경기장      | 전종별                |          |                                 |
| 수영         | 김천시(경상북도) | 김천 실내수영장               | 전종별                |          |                                 |
| 승마         | 과천시(경기도)   | 렛츠런파크(서울)              | 전종별                |          |                                 |
| 씨름         | 영월군           | 영월실내체육관                | 전종별                |          |                                 |
| 야구         | 강릉시           | 강릉야구장                    | 중학부                |          |                                 |
| 야구         | 강릉시           | 강릉리틀야구장                | 초등부                |          |                                 |
| 양궁         | 원주시           | 원주 양궁장                   | 전종별                |          |                                 |
| 역도         | 양구군           | 용하체육관                    | 전종별                |          |                                 |
| 요트         | 양양군           | 양양군 수산항                 | 전종별                |          |                                 |
| 유도         | 철원군           | 철원실내체육관                | 전종별                |          |                                 |
| 육상         | 강릉시           | 강릉종합운동장                | 전종별                |          |                                 |
| 자전거       | 양양군           | 양양벨로드롬                  | 전종별                |          |                                 |
| 정구         | 횡성군           | 섬강테니스장                  | 전종별                |          |                                 |
| 조정         | 화천군           | 화천호 조정경기장             | 전종별                |          |                                 |
| 체조         | 춘천시           | 호반체육관                    | 전종별                | 기계체조 |                                 |
| 체조         | 춘천시           | 강원체육고                    | 전종별                | 리듬체조 |                                 |
| 체조         | 춘천시           | 강릉원주대 체육관             | 전종별                | 에어로빅 |                                 |
| 축구         | 강릉시           | 강남축구공원                  | 남자중학부/여자중학부 |          | 남자부 : 2구장 / 여자부 : 1구장 |
| 축구         | 강릉시           | 주문진초 축구장               | 남자초등부            |          |                                 |
| 축구         | 강릉시           | 성덕초 축구장                 | 여자초등부            |          |                                 |
| 카누         | 화천군           | 화천호 카누경기장             | 전종별                |          |                                 |
| 탁구         | 강릉시           | 주문진 실내체육관             | 전종별                |          |                                 |
| 태권도       | 태백시           | 태백고원체육관                | 전종별                |          |                                 |
| 테니스       | 춘천시           | 송암테니스경기장              | 전종별                |          |                                 |
| 트라이애슬론 | 원주시           | 연세대학교주변                | 전종별                |          |                                 |
| 펜싱         | 원주시           | 원주종합체육관                | 전종별                |          |                                 |
| 하키         | 동해시           | 동해웰빙레포츠타운 하키경기장 | 전종별                |          |                                 |
| 핸드볼       | 삼척시           | 삼척체육관                    | 중학부                |          |                                 |
| 핸드볼       | 삼척시           | 삼척초 체육관                 | 초등부                |          |                                 |